# Symbionese Liberation Army
La Symbionese Liberation Army o SLA (lett. "Esercito di Liberazione Simbionese") era un gruppo paramilitare statunitense che si considerava un'armata d'avanguardia rivoluzionaria fautrice di un'ideologia vicina al movimento della New Left.
Secondo il fondatore Donald DeFreeze, il nome fu derivato dal concetto biologico di "simbiosi".
Dal 1973 al 1975 la SLA commise due omicidi, varie rapine in banca e atti di violenza. Anche se non furono mai più di ventidue, durante la latitanza i militanti del gruppo furono investiti dall'attenzione dei media, divenendo famosi soprattutto grazie allo spettacolare rapimento della ricca ereditiera Patty Hearst. Degni di nota furono anche i successivi sviluppi della vicenda come l'accostarsi di Hearst agli scopi della Symbionese Liberation Army e la sua partecipazione alle attività criminali della banda, che comportò il suo arresto.

## Storia

### Formazione e attività iniziali
La Symbionese Liberation Army si formò come conseguenza di una serie di visite ai detenuti del carcere di Soledad, effettuate nel corso del programma politico-sociale del gruppo della sinistra radicale Venceremos e del gruppo conosciuto come Black Cultural Association. L'idea di una sorta di gruppo di guerriglia urbana in stile sudamericano, simile al movimento Tupamaros in Uruguay, unita a elementi di Maoismo ed alle teorie sulla guerra urbana di Régis Debray, fecero presa su alcune persone, inclusa Patricia Michelle Soltysik (alias "Mizmoon").
Alcuni attivisti della New Left e dei movimenti per la giustizia sociale, paragonavano il sistema carcerario statunitense a dei campi di concentramento istituiti espressamente per opprimere il popolo afroamericano. Essi ritenevano che la maggior parte dei detenuti neri, fossero da considerarsi dei prigionieri politici. Willie Wolfe sviluppò queste convinzioni ideologiche in un piano d'azione, creando dei collegamenti tra il movimento studentesco e i prigionieri militanti del movimento Black Power.

### Evasione di DeFreeze
La SLA nacque in seguito all'evasione dal carcere di Donald DeFreeze, alias "General Field Marshal Cinque". Egli stava scontando in carcere una condanna a 15 anni per aver rapinato una prostituta. DeFreeze scelse il nome di battaglia "Cinque" come omaggio al leader della rivolta degli schiavi  che si era svolta sulla nave Amistad nel 1839. DeFreeze fuggì dalla prigione di Soledad il 5 marzo 1973, camminando via mentre era in servizio al lavoro in un locale caldaia situato al di fuori della recinzione perimetrale.
Mentre si trovava nella prigione di Vacaville, in California, DeFreeze divenne membro della Black Cultural Association, ed ebbe contatti con alcuni membri di Venceremos. Dopo l'evasione, cercò rifugio presso questi contatti, e lo trovò in una comune chiamata "Peking House" nella San Francisco Bay Area. Per qualche tempo divise l'abitazione con futuri membri della SLA quali Willie Wolfe e Russell Little, poi si trasferì da Patricia Michelle Soltysik. DeFreeze e Soltysik divennero amanti ed iniziarono ad ideare e stendere il manifesto della "Nazione Simbionese".
DeFreeze è stato accusato da alcune fonti di essere stato un informatore della polizia di Los Angeles nel periodo 1967-1969.

## Omicidio di Marcus Foster
Il 6 novembre 1973, a Oakland, California, due membri della Symbionese Liberation Army assassinarono il dirigente scolastico Marcus Foster ferendo gravemente anche il suo assistente, Robert Blackburn. Il proiettile utilizzato per uccidere Foster era stato imbevuto nel cianuro.
La SLA aveva condannato a morte Foster per la sua intenzione di introdurre carte d'identità nelle scuole di Oakland, definendola "fascista". In realtà, Foster si era opposto all'idea di utilizzare una "schedatura" nelle scuole, e il suo piano era una versione "ammorbidita" di altre proposte simili. Afroamericano, Foster era molto popolare presso gli ambienti della sinistra militante e nella comunità nera.
Il 10 gennaio 1974, Joseph Remiro e Russell Little furono arrestati per l'omicidio di Foster, ed inizialmente entrambi gli uomini furono incarcerati con l'accusa di omicidio di primo grado. Tutti e due ricevettero una condanna all'ergastolo. Sette anni dopo, il 5 giugno 1981, la sentenza di condanna di Little venne annullata dalla corte d'appello dello Stato della California, ed egli fu poi assolto in un nuovo processo svoltosi nella contea di Monterey. Remiro sta scontando la pena presso il carcere di San Quintino.
In seguito Little dichiarò: «Chi premette veramente il grilletto della pistola che uccise Foster fu Mizmoon. Nancy [Ling Perry] avrebbe dovuto sparare a Blackburn, ma ebbe paura e quindi fu DeFreeze a sparargli con un fucile».

## Rapimento di Patty Hearst
In risposta all'arresto di Remiro e Little, La Symbionese Liberation Army iniziò la pianificazione di una nuova azione politica: rapire una personalità importante per negoziare la liberazione dei compagni imprigionati. Alcuni documenti rinvenuti dal Federal Bureau of Investigation (FBI) in una casa abbandonata rivelarono che l'azione era stata fissata per "la notte di luna piena del 17 gennaio". L'FBI non prese nessuna precauzione, e la SLA non entrò in azione fino al mese successivo. Il 4 febbraio 1974, la giovane ereditiera Patty Hearst, diciannovenne studentessa del secondo anno alla University of California at Berkeley, venne rapita dal suo appartamento di Berkeley al 2603 di Benvenue Avenue. La SLA l'aveva scelta come simbolo della gioventù capitalista ricca e viziata pensando che la notizia del suo rapimento avrebbe avuto molta risonanza presso i mass media.
La Symbionese Liberation Army diramò un ultimatum alla famiglia Hearst: avrebbero liberato Patty in cambio della libertà di Remiro e Little. Quando tale accordo risultò impossibile, la SLA chiese un riscatto, sotto forma di un programma di distribuzione alimentare gratuito per i bisognosi. Inizialmente la richiesta del 23 febbraio indicava in 4 milioni di dollari l'ammontare del valore del cibo da distribuire; infine arrivò a circa 400 milioni. Sebbene del cibo fu effettivamente distribuito, l'operazione venne sospesa quando si verificarono episodi violenti presso uno dei quattro punti di raccolta prestabiliti. I disordini ebbero luogo a causa della folla più numerosa del previsto, e alcune persone rimasero ferite nella calca quando, i distributori in preda al panico, iniziarono a gettare scatole di cibo alla folla fuori dal camion in movimento.
L'FBI intraprese la ricerca del covo dove era detenuta Hearst, ma senza successo, e la SLA cambiò spesso rifugio portandosi dietro la prigioniera. Durante la prigionia, Patty Hearst dichiarò in seguito di essere stata sottoposta ad una sorta di lavaggio del cervello. Alcuni esperti attribuirono alla sindrome di Stoccolma il cambio di idee politiche di Hearst, che nel bel mezzo del suo periodo di detenzione, decise di unirsi alla Symbionese Liberation Army per combattere il capitalismo e le ingiustizie sociali.
In breve tempo, Hearst venne indottrinata all'ideologia della Symbionese Liberation Army. In un nastro registrato fatto recapitare alla stampa, fu possibile udire Patricia dichiararsi membro della SLA, denunciare il suo passato stile di vita, i suoi genitori, e il fidanzato. In conclusione, affermò che la SLA le aveva offerto liberamente la possibilità di associarsi ad esso o di essere liberata, e che lei aveva scelto per la "lotta di classe". Adottò il nome di battaglia "Tania", in onore alla combattente Tamara "Tania" Bunke, che aveva combattuto insieme a Che Guevara in Bolivia.
Patricia Hearst, dopo una lunga e pubblicizzata ricerca, fu catturata dalla polizia insieme a Wendy Yoshimura il 18 settembre 1975. Agli arresti ella dichiarò che alcuni membri della SLA le avevano fatto assumere dell'LSD per costringerla a prendere parte a delle rapine in banca. L'avvocato F. Lee Bailey ricorse all'argomentazione della sindrome di Stoccolma come elemento di difesa durante il processo a Hearst. L'avvocato dichiarò in aula che la ragazza era stata segregata per giorni in un armadio; che i suoi contatti con il mondo esterno erano filtrati dai suoi rapitori; e che veniva regolarmente minacciata di morte e violentata da DeFreeze e Wolfe (entrambi morti all'epoca del processo e quindi impossibilitati a testimoniare diversamente). In risposta la SLA dichiarò che durante la detenzione, Patty Hearst era stata trattata secondo la convenzione di Ginevra. Patricia Hearst fu condannata a sette anni di prigione. Il 1º febbraio 1979, il presidente Jimmy Carter le concesse la Grazia dopo 21 mesi di detenzione. Il presidente Bill Clinton la perdonò pubblicamente nel 2001.

## Attività durante la permanenza di Patty Hearst nel gruppo

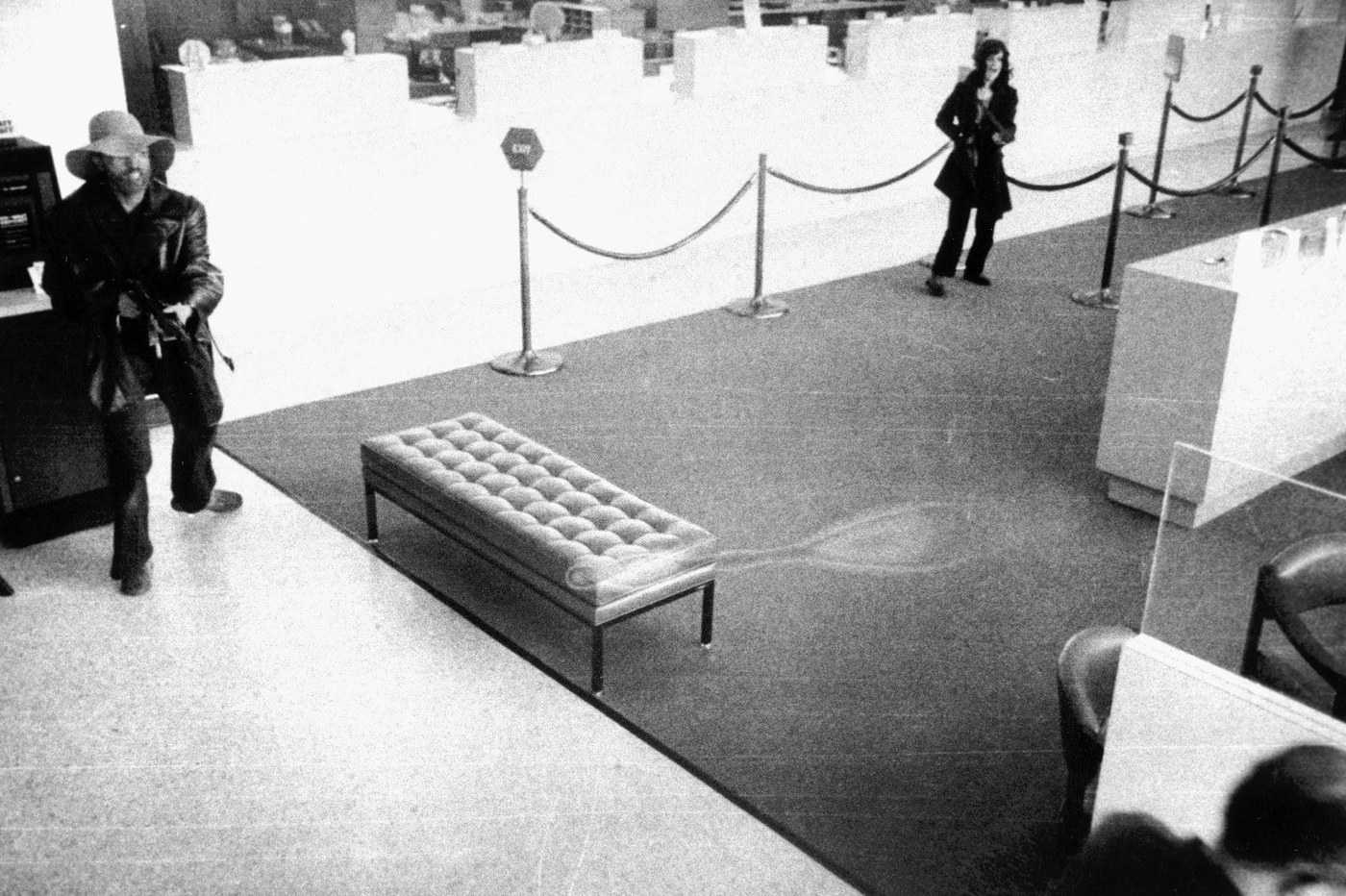
Patty Hearst (destra) urla istruzioni ai clienti della banca durante la rapina.

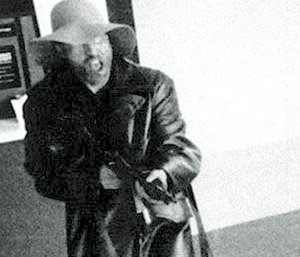
Donald DeFreeze durante la rapina alla banca Hibernia.

### Rapina alla Hibernia Bank
La prima azione eseguita dalla SLA dopo il rapimento di Patty Hearst fu rapinare una filiale della Hibernia Bank al numero 1450 di Noriega Street a San Francisco; durante la rapina, due civili rimasero feriti. Alle 10:00 del 15 aprile 1974, il commando della SLA irruppe nella banca.
Hearst partecipò alla rapina, imbracciando un mitra, e la telecamera di sicurezza la riprese mentre minacciava ed impartiva ordini ai clienti della banca. La banda fuggì con un bottino di oltre 10,000 dollari.

### Trasferimento a Los Angeles e sparatoria con la polizia

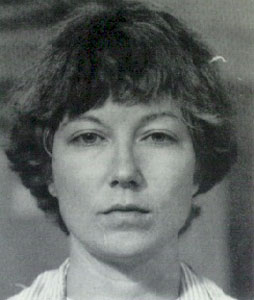
Foto segnaletica di Emily Harris (1975)

La SLA riteneva che il futuro dell'organizzazione dipendesse dall'abilità nel reclutamento di nuovi membri, e realizzò che a causa dell'omicidio di Marcus Foster, ormai nessuno o quasi voleva unirsi a loro nella zona della San Francisco Bay Area. Cinque suggerì di trasferire la base dell'organizzazione a Los Angeles, dove aveva degli amici che avrebbe potuto coinvolgere.
Il 16 maggio 1974, "Teko" e "Yolanda" (William Harris e Emily Harris) entrarono nel negozio Mel's Sporting Goods Store di Los Angeles per fare la spesa. Mentre Yolanda sceglieva gli articoli, Teko decise di rubare una bandoliera. Quando fu scoperto da un addetto alla sicurezza, Teko estrasse un revolver. La guardia riuscì a disarmarlo e ammanettò il polso sinistro di William. Patty Hearst, che aspettava in un furgone all'esterno del negozio, visto cosa stava succedendo, iniziò a sparare all'impazzata contro l'insegna del locale, permettendo alla coppia di fuggire.
La polizia riuscì a risalire all'indirizzo del covo della banda grazie al fallito furto, ricavando l'informazione dallo scontrino del parcheggio trovato all'interno del furgone abbandonato poco dopo. Il gruppo si trasferì altrove appena appresa la notizia dal telegiornale. La SLA prese alloggio in una casa occupata da Christine Johnson e Minnie Lewisin. Una degli occupanti dell'abitazione all'epoca era la diciassettenne Brenda Daniels, che ricorda l'arrivo della banda armata all'appartamento:
[Quando interrogata se Patty Hearst fosse presente]
Amico, come posso dirlo? Tutte le donne bianche mi sembrano uguali.»
(Brenda Daniels)
Il giorno seguente, una telefonata anonima informò la polizia che svariati uomini armati erano stanziati in una casa al numero 1466 di East 54th Street. Nel pomeriggio, più di 400 agenti di polizia, al comando del capitano Mervin King, insieme all'FBI, alla California Highway Patrol, e al Dipartimento dei Vigili del fuoco di Los Angeles, circondarono l'isolato. Un ufficiale dello SWAT diramò un annuncio tramite megafono intimando agli occupanti della casa di uscire con le mani alzate. Dall'abitazione uscirono solo un vecchio e un bambino. L'uomo affermò che non c'era nessun altro in casa, ma il bambino invece riferì che molte persone armate erano lì nascoste. Dopo altri tentativi di far uscire il gruppo senza spargimento di sangue, un membro degli SWAT sparò un candelotto di gas lacrimogeno all'interno dell'abitazione. A ciò seguirono numerosi colpi di arma da fuoco da entrambe le parti.
Due ore dopo, la casa prese fuoco. Nancy Ling Perry e Camilla Hall uscirono all'esterno della casa e furono abbattute dal fuoco della polizia.
Il resto del gruppo morì all'interno dell'abitazione, a causa dell'inalazione di fumo, delle fiamme, e dei colpi di arma da fuoco. La relazione del coroner stabilì che Donald DeFreeze si era suicidato per non cadere nelle mani della polizia.
I caduti della SLA nella sparatoria furono: Nancy Ling Perry ("Fahizah"), Angela Atwood ("General Gelina"), Camilla Hall ("Gabi"), Willie Wolfe ("Kahjoh"), Donald DeFreeze ("Cinque"), e Patricia Soltysik ("Mizmoon," "Zoya").
Patty Hearst e i coniugi Harris appresero la notizia in diretta televisiva dalla loro camera d'albergo a Anaheim.

### Ritorno a San Francisco
A conseguenza della sparatoria, i membri sopravvissuti della SLA tornarono nella San Francisco Bay Area. All'epoca, il gruppo era ridotto ai soli: Bill e Emily Harris, Patty Hearst, Wendy Yoshimura, Kathleen e Steve Soliah, James Kilgore e Michael Bortin.

### Rapina alla Crocker Bank
Il 28 aprile 1975, i rimanenti membri della SLA rapinarono la Crocker National Bank a Carmichael, California. Myrna Opsahl, cliente della banca, rimase uccisa durante la rapina.

## Cattura e condanne

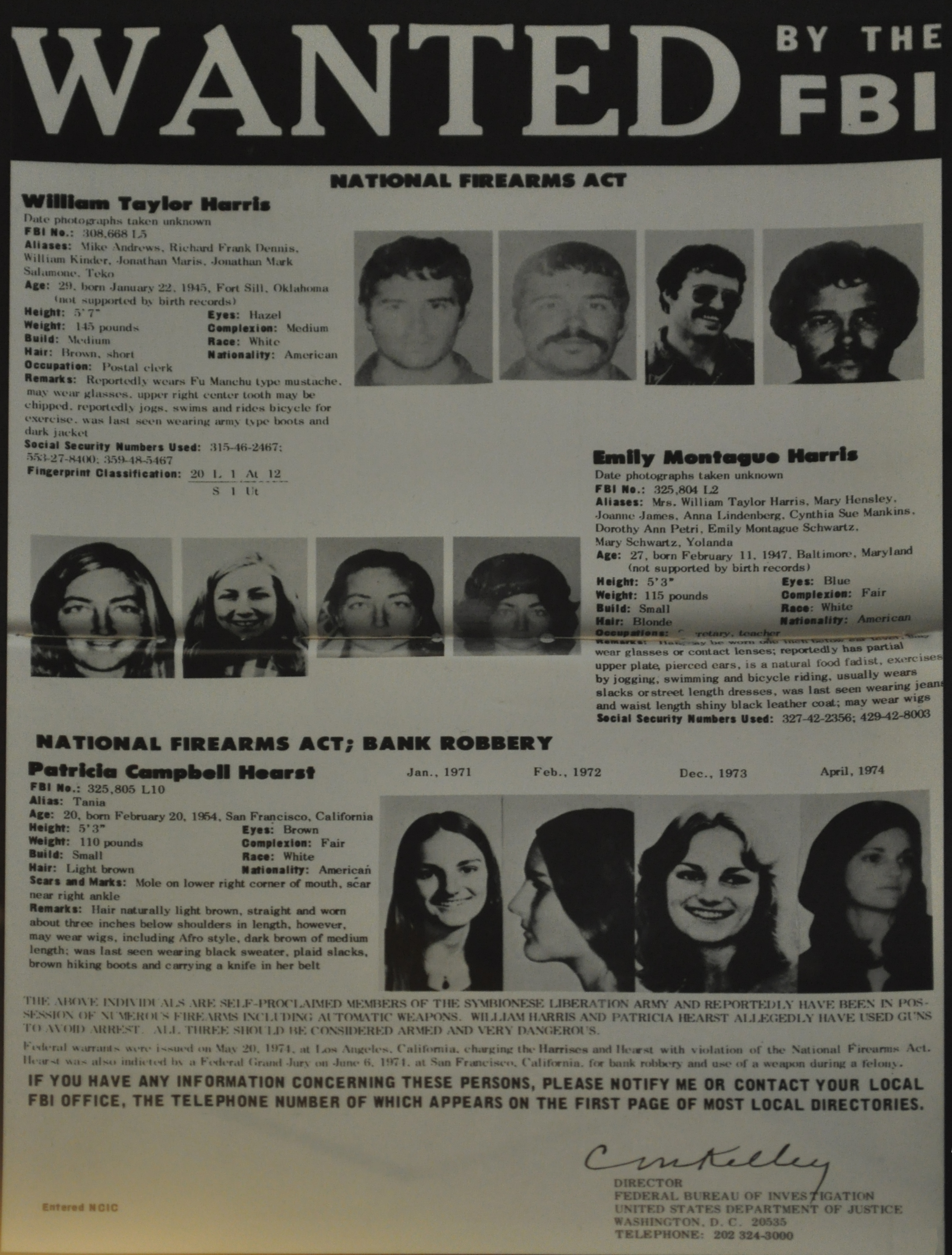
Locandina dell'FBI.

Dopo l'omicidio di Opsahl, la caccia delle forze di polizia nei confronti della Symbionese Liberation Army si intensificò. Patricia Hearst e Wendy Yoshimura furono arrestate il 18 settembre 1975.
Il 21 agosto 1975, Kathleen Soliah fallì nel tentativo di uccidere degli agenti del dipartimento di polizia di Los Angeles, quando una bomba da lei piazzata sotto un'auto della polizia rimase inesplosa.
Soliah divenne latitante, fuggendo prima in Rhodesia, e poi in Minnesota, nascondendosi sotto lo pseudonimo "Sara Jane Olson"; sposò un dottore ed ebbe tre figlie.
L'FBI riuscì a rintracciarla e ad arrestarla nel 1999 grazie ad una informazione ricevuta dallo show televisivo America's Most Wanted.
Il 16 gennaio 2002, fu emesso un mandato di cattura per omicidio di primo grado per la morte di Myrna Opsahl nei confronti di "Sara Jane Olson", Emily e William Harris, Bortin, e Kilgore. Furono tutti immediatamente arrestati tranne James Kilgore, che rimase irreperibile per almeno un altro anno.
Il 7 novembre 2002, Soliah, gli Harris, e Bortin si dichiararono innocenti. Emily Harris, ora Emily Montague, ammise di essere stata lei ad impugnare il fucile che aveva ucciso Opsahl, ma che il colpo era partito accidentalmente.
La sentenza fu emessa il 14 febbraio 2003, a Sacramento, California, per tutti e quattro gli imputati del caso Opsahl. Montague fu condannata a otto anni di reclusione per omicidio di secondo grado. L'ex marito, William Harris, fu condannato a sette anni di carcere, mentre Bortin a sei. Soliah ebbe altri sei anni supplementari da sommarsi ai quattordici anni della condanna precedente.
L'8 novembre 2002, James Kilgore, latitante sin dal 1975, venne arrestato in Sudafrica, ed estradato negli Stati Uniti. Nel 2004 fu condannato a quattro anni e mezzo di reclusione.

## Simbolo

### Cobra a sette teste
DeFreeze era l'unico membro afroamericano della Symbionese Liberation Army. Il simbolo del cobra a sette teste adottato come simbolo dalla SLA, si ispira ai "sette principi del Kwanzaa", con ogni testa a rappresentare un diverso principio. Le parole in lingua swahili per questi principi sono: Umoja (unità), Kujichagulia (autodeterminazione), Ujima (lavoro collettivo e responsabilità), Ujamaa (cooperazione economica), Nia (scopo), Kuumba (creatività) e Imani (fede).
L'aspetto del simbolo del cobra a sette teste rende evidente come esso sia stato copiato dall'antico simbolo indiano del nāga. In India e Sri Lanka molteplici incisioni raffiguranti cobra a sette teste sono state rinvenute vicino a bacini idrici per l'irrigazione, dove si crede siano state poste come "guardiani dell'acqua". La particolare grafica del cobra a sette teste utilizzato dalla Symbionese Liberation Army potrebbe essere stato copiato da un'illustrazione presente nel libro Mu: Il continente perduto di James Churchward.

## Membri conosciuti

### Membri fondatori

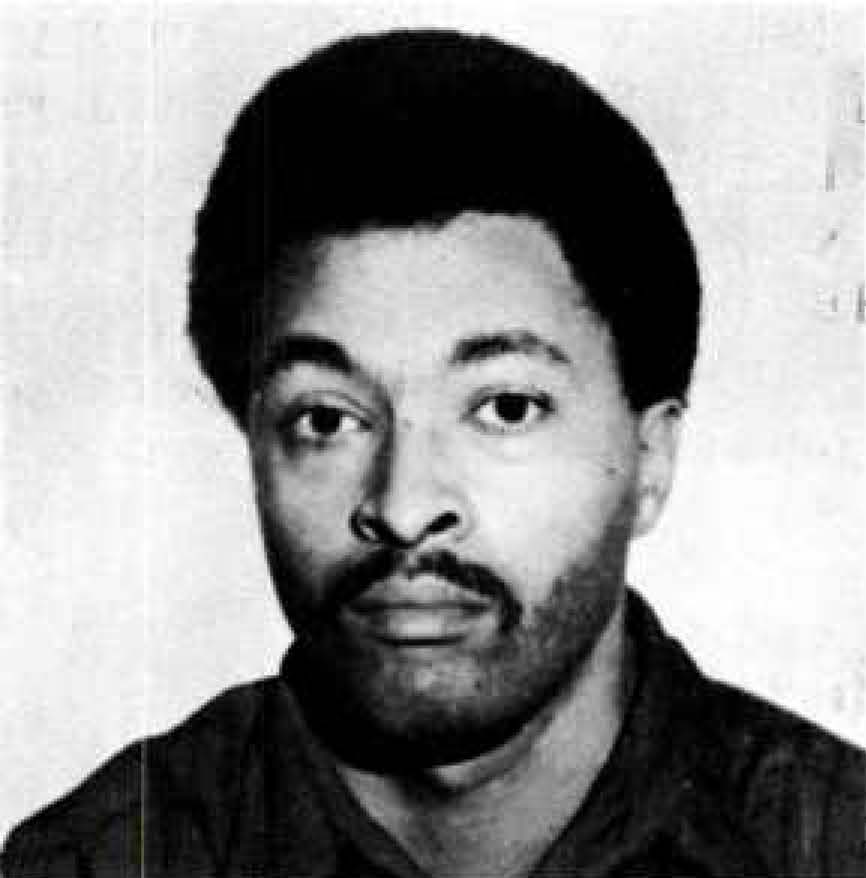
Foto segnaletica di Donald DeFreeze (1973)

- Russell Little (nome di battaglia Osceola o Osi), arrestato per l'omicidio di Marcus Foster. Little era in carcere nel periodo nel quale Patty Hearst era con La Symbionese Liberation Army. Fu condannato all'ergastolo nell'aprile 1975, ma nel 1981 venne scagionato dalle accuse per l'omicidio di Foster e assolto. Attualmente vive alle Hawaii.
- Joseph Remiro (Bo), arrestato insieme a Russell Little. Little e Remiro erano i prigionieri che La Symbionese Liberation Army avrebbe voluto scambiare con Hearst. Remiro venne condannato all'ergastolo nell'aprile 1975. Sta scontando la pena nella California State Prison di Lancaster, California. Attualmente è l'unico membro della Symbionese Liberation Army che si trova ancora in carcere.
- Donald DeFreeze (General Field Marshal Cinque Mtume), detenuto evaso ed unico membro afroamericano della Symbionese Liberation Army, si è suicidato durante uno scontro a fuoco con la polizia il 17 maggio 1974.
- William (Willie) Wolfe (Cujo o Kahjoh), ucciso in uno scontro a fuoco con la polizia il 17 maggio 1974.
- Thero Wheeler (Bayo), abbandonò La Symbionese Liberation Army dopo aver ricevuto minacce di morte da parte di DeFreeze.
- Mary Alice Siem, abbandonò la Symbionese Liberation Army dopo aver ricevuto minacce di morte da parte di DeFreeze.
- Angela Atwood (General Gelina), uccisa in uno scontro a fuoco con la polizia il 17 maggio 1974.
- Patricia Soltysik, alias Mizmoon Soltysik (Zoya), uccisa in uno scontro a fuoco con la polizia il 17 maggio 1974.
- Camilla Hall (Gabi), amante di Soltysik, uccisa in uno scontro a fuoco con la polizia il 17 maggio 1974.
- Nancy Ling Perry (Fahizah), uccisa in uno scontro a fuoco con la polizia il 17 maggio 1974.
- Emily Harris (Yolanda), arrestata e condannata per rapimento ed omicidio, è stata liberata sulla parola nel febbraio 2007.
- William Harris (General Teko), marito di Emily Harris, e leader della Symbionese Liberation Army, arrestato e condannato per rapimento ed omicidio, è stato liberato sulla parola nel settembre 2006.

### Affiliati successivi (dopo il rapimento Hearst)

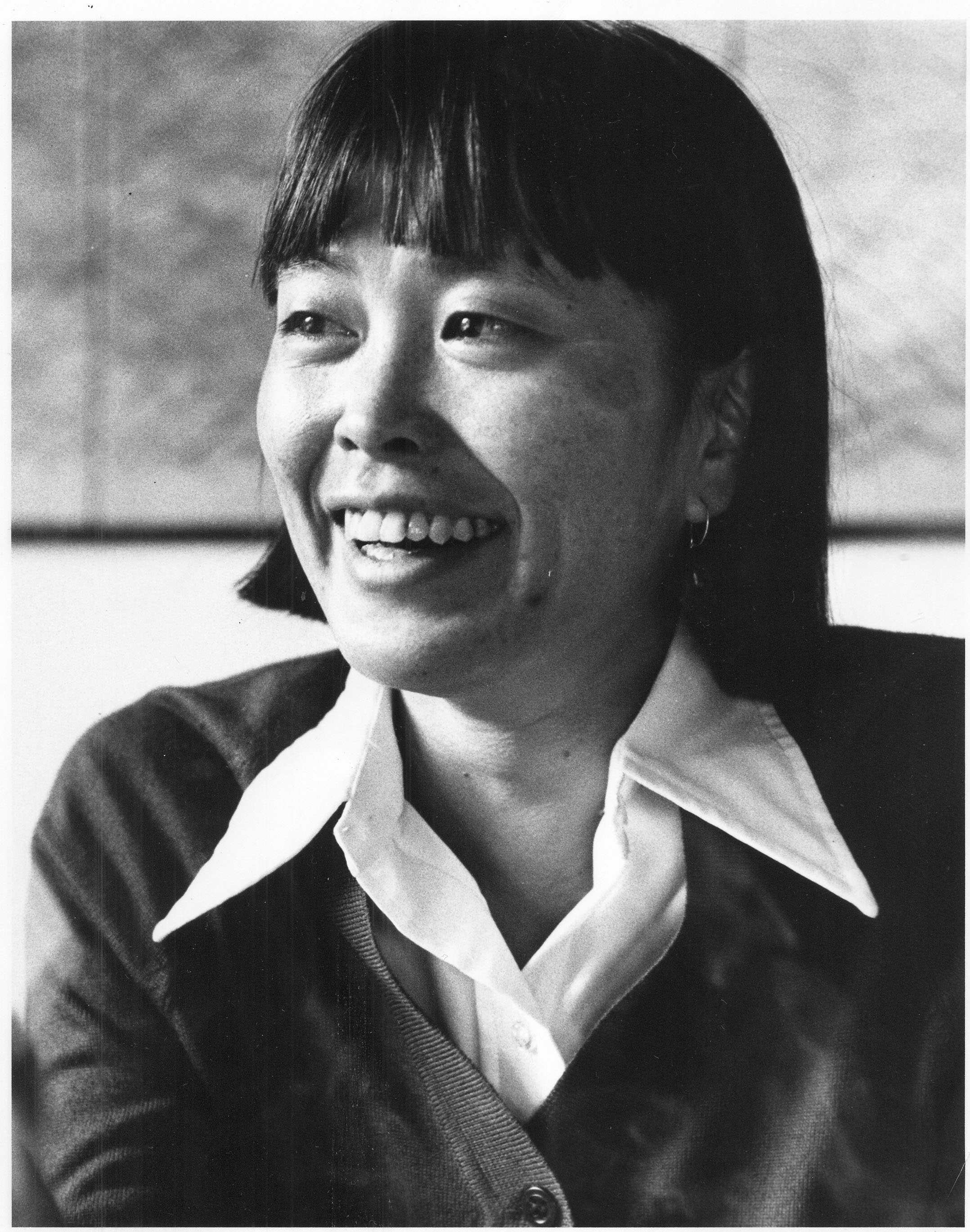
Wendy Yoshimura nel 1976

- Patty Hearst (Tania), rapita e plagiata dalla Symbionese Liberation Army. Liberata nel 1975 e condannata a sette anni di carcere per rapina, è stata graziata dal presidente Jimmy Carter nel 1979.
- Wendy Yoshimura, ex membro dell'Esercito Rivoluzionario, un violento gruppo terrorista, insieme all'amico Willie Brandt, arrestata e condannata per rapina e omicidio, successivamente rilasciata.
- Kathleen Soliah, (alias Sara Jane Olson), arrestata e condannata per rapina e omicidio, rilasciata nel 2009.
- Jim (James) Kilgore, amante di Kathleen Soliah, attualmente lavora al Center for African Studies della University of Illinois.[18]
- Steven Soliah, fratello di Kathleen Soliah.
- Michael Bortin.

## Associati e simpatizzanti
- Josephine Soliah, sorella di Kathleen Soliah.
- Bonnie Jean Wilder, Seanna, Sally (amica di Remiro), e Bridget. Vengono tutte menzionate nell'autobiografia di Hearst Every Secret Thing come potenziali membri della SLA.
- Micki e Jack Scott. Affittarono una fattoria dove i membri della SLA si nascosero per qualche tempo.
- James Michael Hamilton III. Fabbricante di esplosivi, morto nel 2001.

## Riferimenti nella cultura di massa
Sin da quando le gesta della Symbionese Liberation Army iniziarono ad avere ampio risalto presso i mass media, la SLA fu oggetto di vari film e programmi televisivi:
- Abduction (1975), regia di Joseph Zito.
- Tanya (1976), regia di Nate Rodgers.
- Patty (1976), regia di Robert L. Roberts.
- The Ordeal of Patty Hearst (1979) (TV).
- Patty - La vera storia di Patty Hearst (1988), regia di Paul Schrader.
- Guerrilla: The Taking of Patty Hearst (2004), regia di Robert Stone.

Nel 1974, la reinterpretazione di Patti Smith della popolare canzone Hey Joe, inizia con un sagace e provocatorio monologo circa Patty Hearst e la SLA, che getta una luce femminista sul testo originale del brano (dove si narrano le gesta di un uomo che uccide la moglie adultera e fugge in Messico):
(Patti Smith)
In questa versione, Smith mettendo Patty Hearst nel ruolo di Joe "with a gun in her hand" ("con una pistola in mano"), la fa risaltare come una violenta criminale ribelle verso la società e le leggi. Questa incisione in particolare venne eseguita mentre Patty Hearst era ancora latitante.
Hearst viene citata anche nella strofa finale della canzone Roland The Headless Thompson Gunner di Warren Zevon.
I Ramones citarono la Symbionese Liberation Army nel loro omonimo album di debutto del 1976, precisamente nella terza strofa del brano Judy Is a Punk.
Glenn Danzig, cantante principale del gruppo Horror Punk Misfits,  ha dedicato una canzone a Patty Hearst dal titolo "She", presente nell'album Static Age e in diverse raccolte della band.
La rapper Kreayshawn cita Patty Hearst nella canzone Left Ey3, quinta traccia dell'album Somethin' 'Bout Kreay (2012).
Il gruppo rock norvegese Turbonegro incluse il cobra a sette teste simbolo della SLA sulla copertina del loro album Apocalypse Dudes del 1998.
Nella prima e seconda stagione della serie televisiva S.W.A.T, un gruppo di radicali si ispira alla SLA e imita vari eventi come il rapimento di una ragazza ereditiera associato a quello della Hearst.